# Vụ tai nạn xe lửa Odisha 2023
Vụ tai nạn xe lửa Odisha xảy ra vào tối ngày 2 tháng 6 năm 2023 tại bang Odisha thuộc miền đông Ấn Độ là một vụ tai nạn đường sắt nghiêm trọng khi cả ba con tàu chở hàng mang số hiệu 12841 của Coromandel Express va chạm với con tàu mang số hiệu 12864 của Howrah-Bengaluru SF cùng với một con tàu chở hàng khác. Vụ tai nạn khiến ít nhất 292 người thiệt mạng, và khiến hơn 1,175 người khác bị thương. Đây được đánh giá là một trong những vụ tai nạn đường sắt thảm khốc nhất trong lịch sử thế kỷ 21 và là một trong những vụ tai nạn đường sắt nguy hiểm nhất lịch sử đường sắt Ấn Độ trong vòng hai thập kỷ kể từ Thảm họa đường sắt Firozabad vào năm 1995.

## Bối cảnh

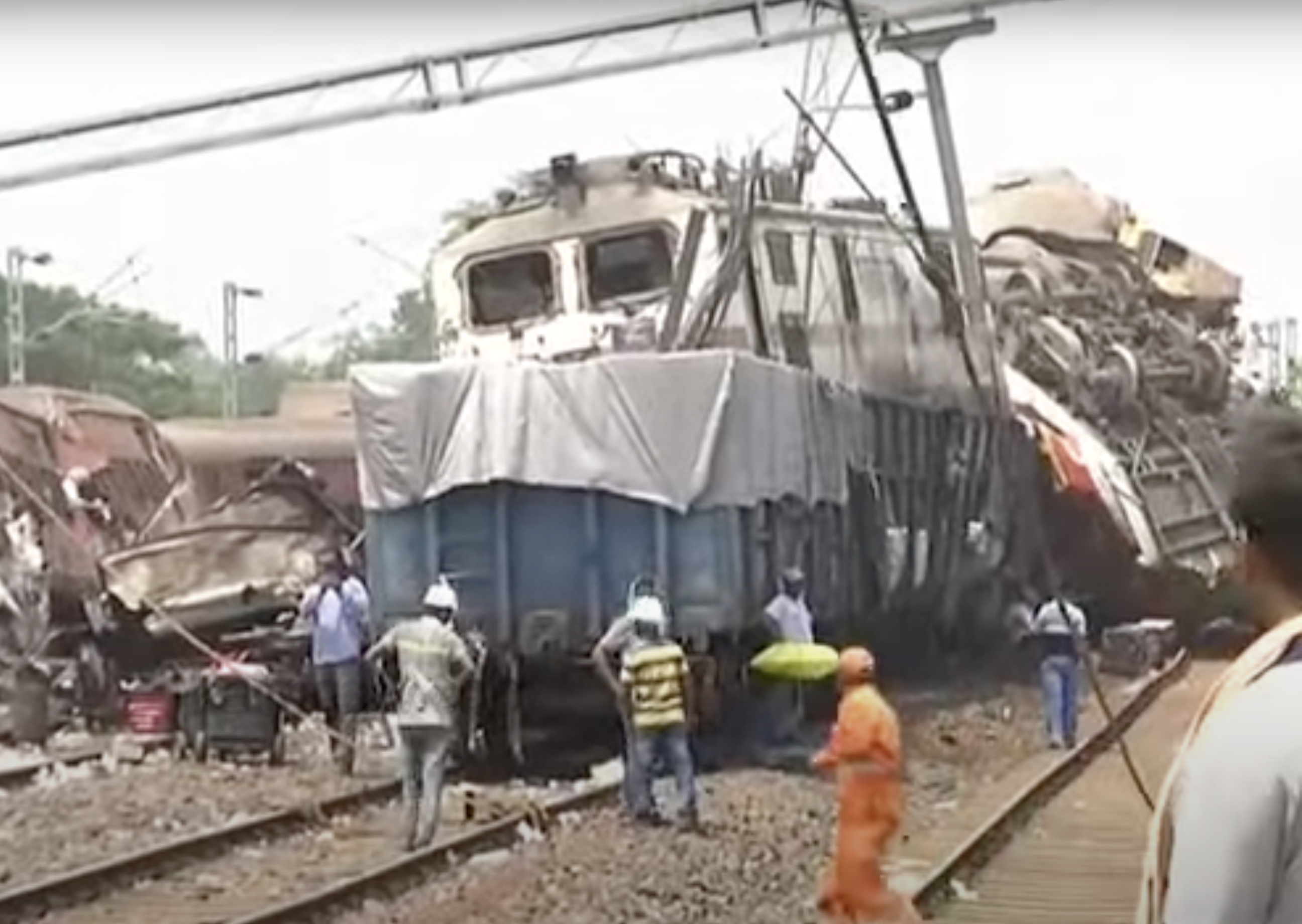
Đống đổ nát của con tàu Coromandel trên con tàu chở hàng

Mặc dù chính phủ đã tiêu nhiều khoản vốn đầu tư để cải thiện cho cơ sở hạ tầng và là nơi sở hữu một trong những mạng lưới đường sắt lớn nhất toàn cầu, nhưng những vụ tai nạn tàu hỏa vẫn thường xuyên xảy ra. Vào tháng 2 năm 2023, giám đốc điều hành của khu vực Đường sắt Tây Nam đã gửi thư cho chính quyền sau khi một con tàu Yesvantpur-Hazrat Nizamuddin Sampark Kranti Express đã may mắn thoát khỏi một vụ va chạm trong gang tấc. Ông đã cảnh báo cho khu vực đường sắt về khả năng trật bánh xảy ra là rất cao nếu hệ thống báo hiệu vẫn chưa được khắc phục.
Trong một bản báo cáo vào tháng 12 năm 2022 của tổ chức kiểm toán CAG đã cảnh báo về việc công ty Đường sắt Ấn Độ đang thiếu nhân sự phù hợp cho hạng mục an toàn và tình trạng đó có thể ảnh hưởng đến chất lượng bảo trì của hệ thống. Báo cáo cũng chỉ ra rằng, quỹ an toàn đường sắt thường không đạt được mục tiêu hàng năm trong vòng bốn năm qua và chỉ bị lạm dụng để mua các thiết bị điện, đồ nội thất và áo khoác, phát triển vườn và trả lương. Nhưng bản báo cáo lại gây mâu thuẫn với lời tuyên bố của công ty khi vụ tai nạn lại không phản ánh các vấn đề an toàn sâu hơn trong hệ thống.

## Diễn biến

Sơ đồ tóm tắt vụ tai nạn.

Vào khoảng 19:00 giờ tối theo giờ địa phương (20:30 theo giờ Việt Nam) ngày 2 tháng 6 năm 2023. Hai con tàu chở khách đang đi trên tuyến đường ray Howrah–Chennai gần nhà ga đường sắt Bahanaga Bazar thuộc quận Balasore, bang Odisha. Một con tàu mang số hiệu 12841 của Coromandel Express khởi hành từ nhà ga trung tâm Shalimar, Haora đến nhà ga MGR Chennai và một con tàu khác mang số hiệu 12864 của Howrah-Bengaluru SF khởi hành từ nhà ga SMVT Bengaluru, Karnataka đến nhà ga Haora, cả hai con tàu đều ngược chiều nhau song song qua tuyến chính và nhận được "tín hiệu xanh".
Ban đầu, đoàn tàu Coromandel Express đã nhận được tín hiệu chỉ dẫn con tàu nên chuyển sang tuyến chính để di chuyển tới ga Chennai, nhưng sau đó con tàu lại rẽ nhầm hướng sang đường vòng, nơi có một con tàu chở hàng chất một đống quặng sắt đang đậu ở gần đó. Con tàu Coromandel Express ngay lập tức va chạm vào phần đuôi của con tàu chở hàng với vận tốc 128 km/h (80 mph). Do cú va chạm khá mạnh khiến cho đầu máy của con tàu đè lên con tàu chở hàng đòng thời làm cho toa động cơ của cả hai con tàu và 22 khoang khác của Coromandel Express bị trật bánh, con tàu chở hàng thì không có dấu hiệu cử động. Ba trong số các khoang bị trật bánh đã lao vào đường liền kề và húc vào đuôi của con tàuBengaluru – Howrah băng qua nhà ga cùng lúc. Con tàu chở hàng đã được kéo bởi đầu máy Lớp WAP-7 37334.

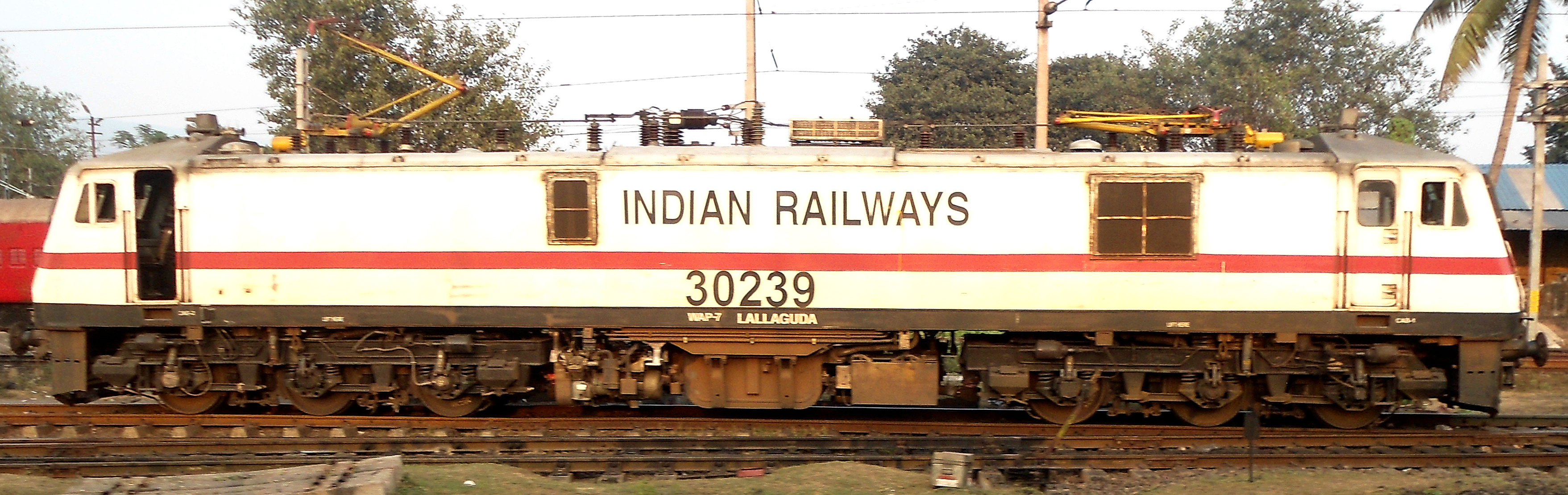
Chiếc đầu máy lớp WAP-7 liên quan đến vụ tai nạn.

Hai toa không người lái và toa phanh của con tàu Bengaluru–Howrah đã bị trật bánh. Đoàn tàu phần lớn đều không bị ảnh hưởng quá nhiều, khi bao gồm tổng cộng 20 toa và động cơ, cùng với hành khách rời đi và tiếp tục đến ga Howrah, những toa còn lại nằm rải rác trên đường ray. Tại nhà ga Balasore, có một toa bị hư hỏng đã được tách ra và 19 toa còn lại vẫn tiếp tục di chuyển. Các khoang riêng của SMVT Bengaluru–Howrah không có bất kỳ hành khách nào tử vong hay bị thương. Các quan chức cho biết việc xác định danh tính của những hành khách trong toa hoàn toàn sẽ tốn nhiều thời gian.
Với con số thương vong và thiệt hai, vụ tai nạn đã trở thành vụ va chạm đường sắt thảm khốc nhất lịch sử Ấn Độ trong hơn 20 năm qua. Tuy thiệt hại về người là rất lớn, nhưng riêng con tàu SMVT Bengaluru–Howrah lại không có trường hợp tử vong mặc dù có nhiều người bị thương. Tổng số người thiệt mạng sau đó đã được sửa đổi thành 275 từ 288 người theo thông cáo từ Chánh thư ký Odisha Pradeep Jena.

## Cứu hộ

Người dân địa phương đang tìm kiếm những hành khách bị mắc kẹt vào ngày 3 tháng 6.

Cơ quan Đường sắt Ấn Độ sau đó đã cung cấp các biểu đồ đặt chỗ của cả hai chuyến tàu trên trang web. Hơn nữa, chính phủ bang Odisha, Tây Bengal và Tamil Nadu đã nhanh chóng huy động nhiều đường dây cứu hộ.
Theo Chánh văn phòng Odisha là ông Pradeep Jena, đã có khoảng ba đơn vị NDRF cùng với bốn đơn vị ODRAF và hơn 15 đội cứu hỏa, bao gồm có hơn 100 bác sĩ, 200 nhân viên cảnh sát và hơn 200 xe cứu thương đã được huy động để giải cứu các nạn nhân trong vụ tai nạn. Trong đó có bốn đội NDRF khác đang trên đường đến địa điểm xảy ra vụ việc. Các công ty xe buýt địa phương sau đó đã nhanh chóng hỗ trợ vận chuyển những hành khách bị thương. Nhiều người dân địa phương đã cung cấp nước cho hành khách và giúp họ lấy hành lý nếu có thể.

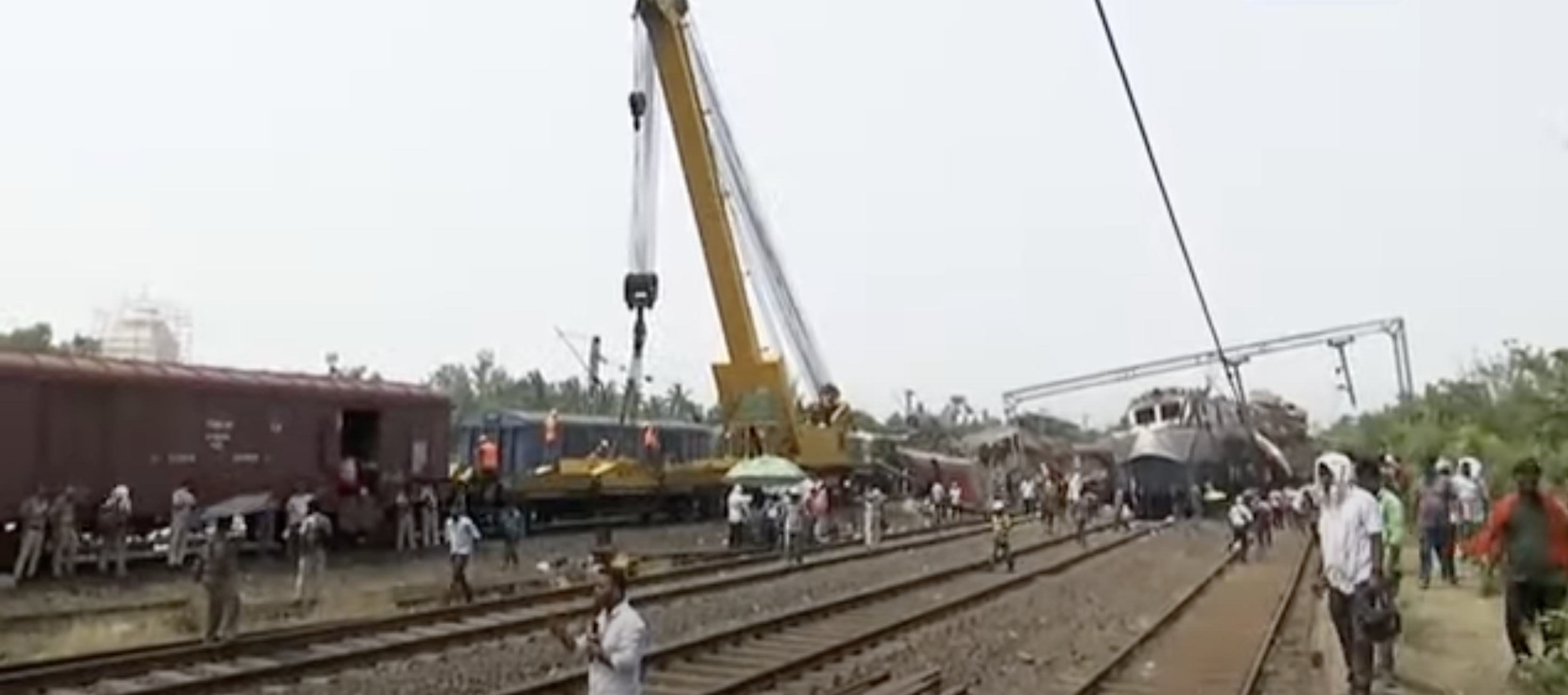
Các hoạt động cứu hộ được tiến hành tại địa điểm xảy ra tai nạn

Chính phủ vùng Tây Bengal đã cử 30 xe cứu thương đến hỗ trợ công tác cứu hộ và chữa trị những nạn nhân bị thương. Hơn nữa, 40 bác sĩ và một số nhân viên điều dưỡng cũng đã được gửi đến để hỗ trợ y tế cho những nạn nhân bị thương nặng.

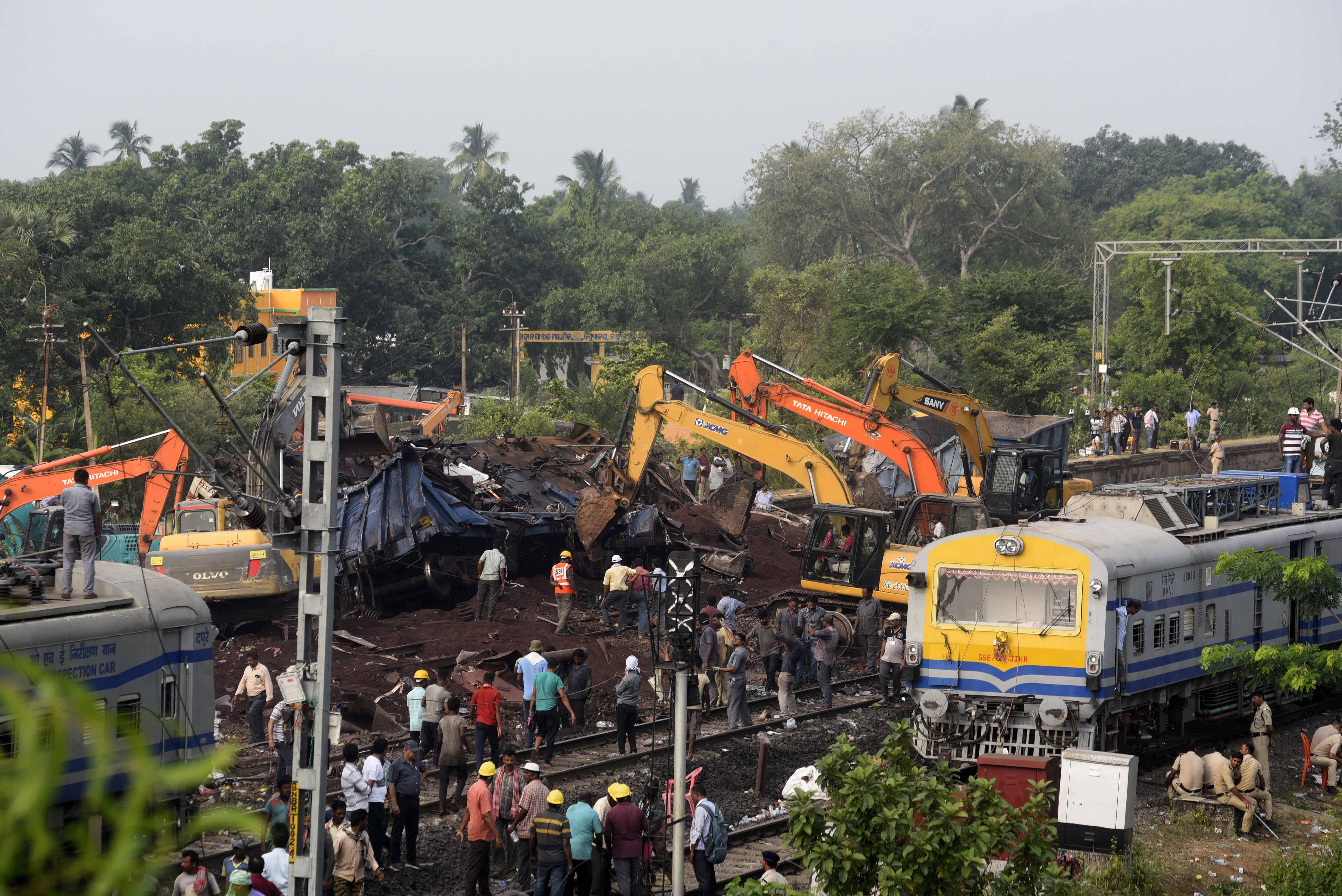
Những chiếc máy đào đang khôi phục lại đường ray.

Chính phủ bang Tamil Nadu sau đó cũng đã cử một phái đoàn cấp cao bao gồm hai bộ trưởng nhà nước và ba quan chức IAS đến bang Odisha để hỗ trợ những hành khách đi đến Chennai và quan sát tình hình. Chính phủ cũng đã sắp xếp một khu điều trị với hơn 70 giường bệnh tại Bệnh viện Đa khoa Chính phủ Rajiv Gandhi. Một số người dân địa phương từ các quận Balasore, Bhadrak, và Cuttack đã đến bệnh viện để hiến máu.
Công việc tìm kiếm những hành khách còn đang bị mắc kẹt tiếp tục diễn ra suốt đêm ngày 2 tháng 6 và kết thúc vào buổi chiều ngày 3 tháng 6. Nhiều loài chó cứu hộ đã được huy động để tìm kiếm những người còn sống sót. Tổng công ty Đường sắt Đông Nam đã thông báo rằng họ đang dần khôi phục lại địa điểm tai nạn.

## Nạn nhân

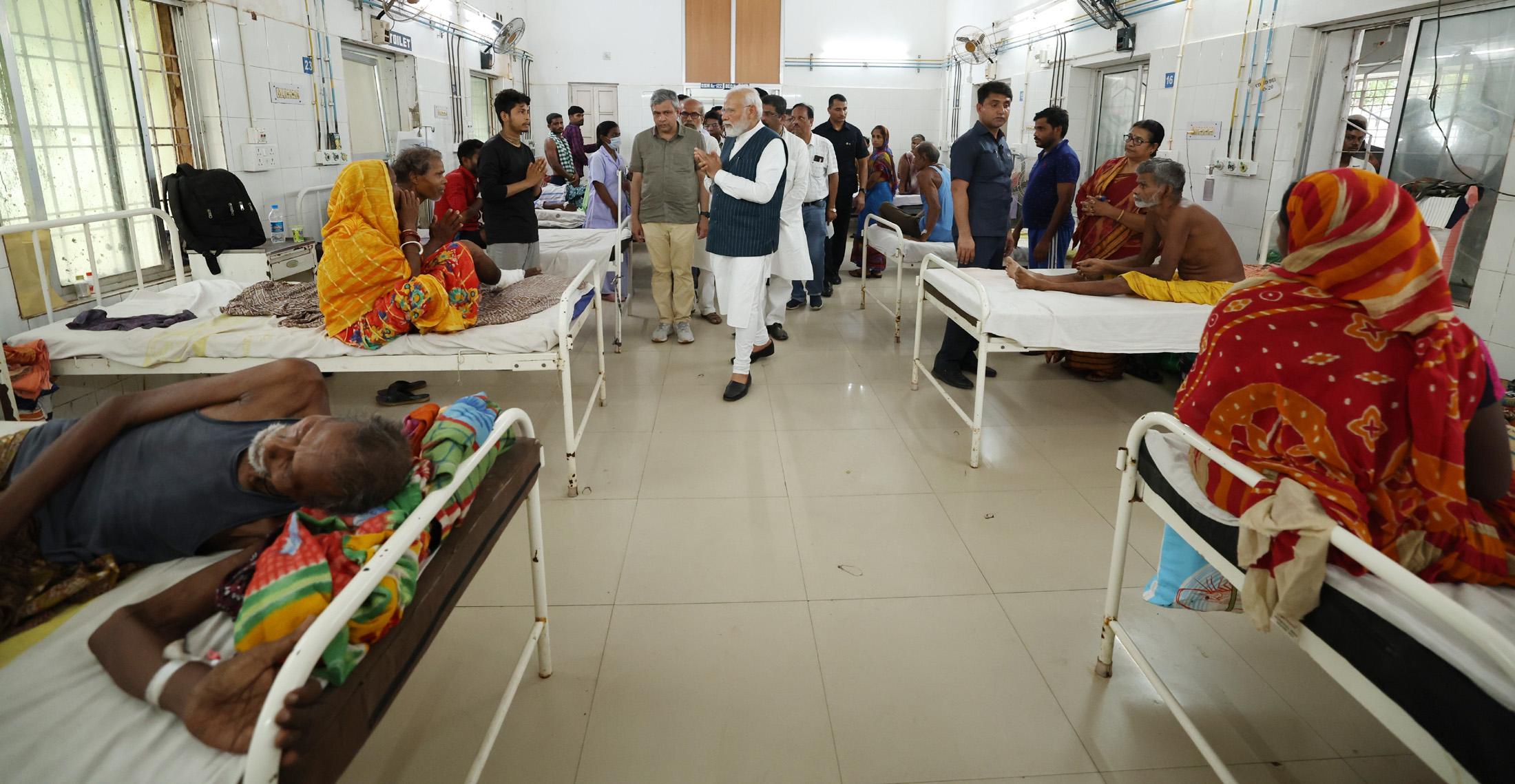
Thủ tướng Narendra Modi đến gặp các nạn nhân trong vụ tai nạn tại một bệnh viện ở Odisha.

Vụ tai nạn đã khiến hơn 292 người thiệt mạng và làm 1,175 người khác bị thương. Hầu hết các nạn nhân thiệt mạng phần lớn đều là những hành khách trong ba toa phổ thông đầu tiên của Coromandel Express. Thi thể của những hành khách thiệt mạng đã được đưa đến một trường trung học địa phương có không gian rộng rãi và vị trí gần hiện trường vụ tai nạn. Việc xác định các thi thể dần trở nên khó khăn hơn do nhiều thi thể đã bị bỏng hoặc các vết thương khác, khiến các quan chức buộc phải sử dụng hành lý, điện thoại và các vật dụng khác để cố gắng xác định danh tính của hành khách khi mà dịch vụ đường sắt chỉ lưu trữ tên của những hành khách đã đặt trước chỗ.

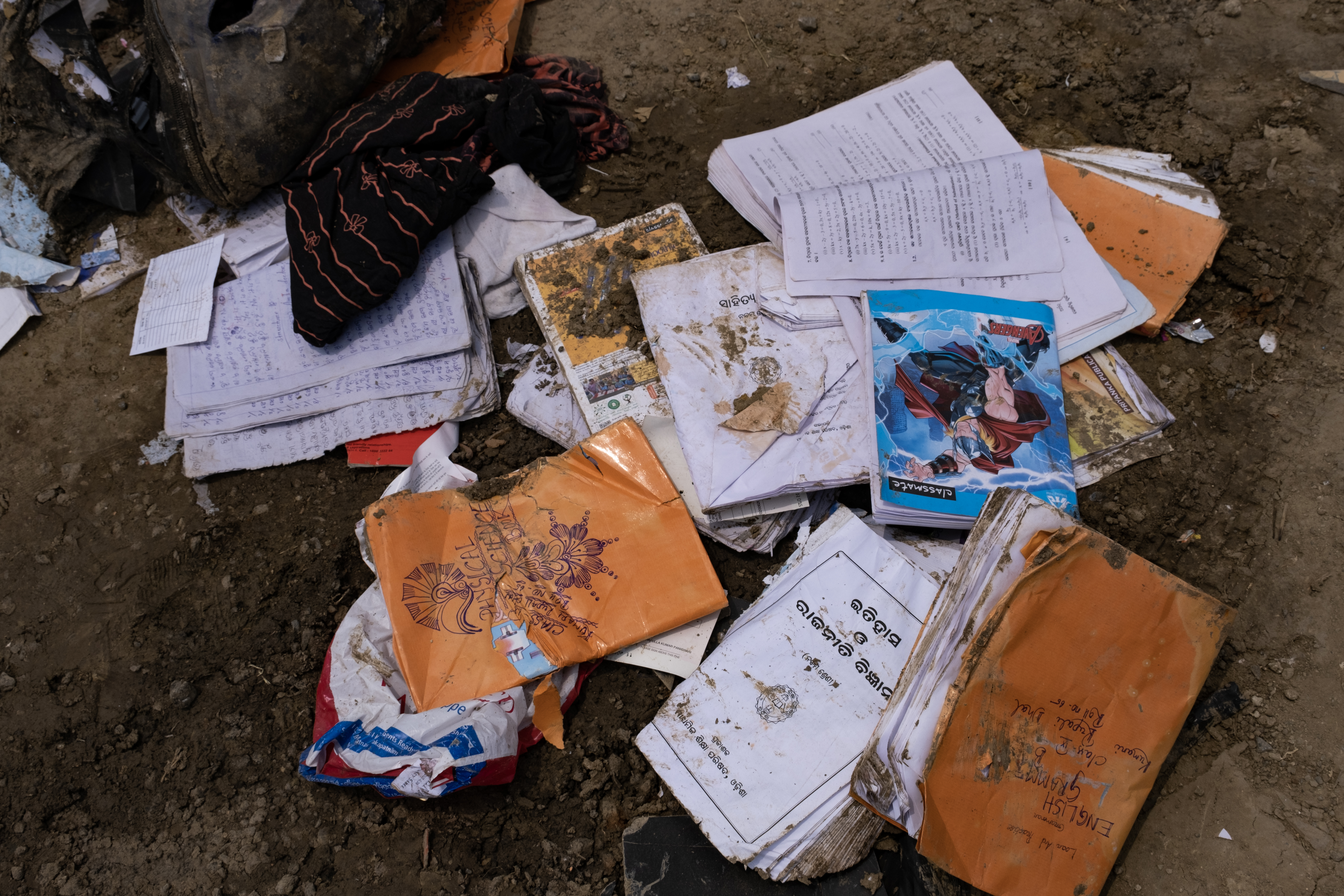
Hành lý của những nạn nhân trong vụ tai nạn.

Đến tối ngày 3 tháng 6, các quan chức chính phủ từ Odisha báo cáo rằng, có tổng cộng 1,175 người đã phải nhập viện sau vụ tai nạn; 793 người trong số đó đã được xuất viện và 382 người vẫn đang được điều trị. Do số người bị thương quá nhiều khiến cho các bệnh viện địa phương bị quá tải.

## Điều tra
Một cuộc điều tra sơ bộ sau đó đã được tiến hành bởi các quan chức trong bộ phận đường sắt Kharagpur. Cuộc điều tra cho thấy được các bố cục và trình tự sự kiện tại địa điểm xảy ra vụ tai nạn.
- Con tàu Coromandel đang trên đường di chuyển về phía hướng nam từ nhà ga Chennai với tốc độ 128 km/h (80 mph) và ban đầu đã được phát tín hiệu để di chuyển trên tuyến chính. Tuy nhiên, vì lý do nào đó, tín hiệu sau đó đã bị tắt khiến cho con tàu di chuyển từ tuyến chính sang tuyến vòng.[51]
- Con tàu Coromondel Express sau đó đã đâm trực diện vào đuôi của một con tàu chở hàng đang đứng yên trên tuyến vòng, khiến đầu máy của Coromandel Express leo lên toa tàu chở hàng và khiến 22 toa phía sau của con tàu bị trật bánh.
- Trong khi đó, con tàu Bengaluru-Howrah SF Express đang di chuyển ngược chiều về hướng bắc nhà ga Howrah với tốc độ 126 km/h (78 mph). Con tàu sau đó đã đâm vào toa của con tàu Coromandel, tuy nhiên, chỉ riêng phần đầu của con tàu bị trật bánh.
- Khi con tàu Coromandel Express bị trật bánh, ba toa tàu của nó đã đâm vào hai toa đầu của Bengaluru-Howrah và hậu quả là 5 toa này chịu thương vong nhiều nhất.

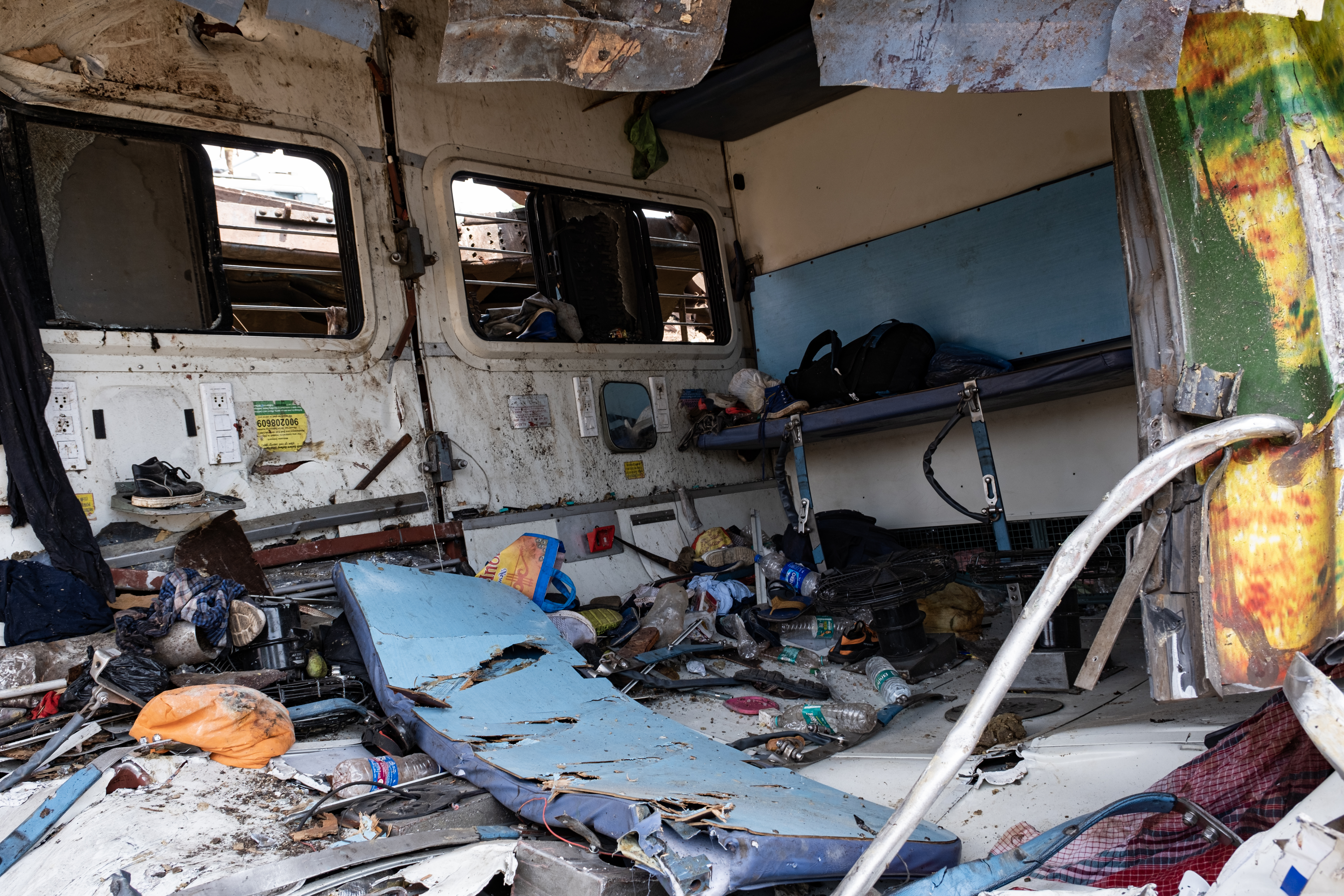
Một khung cảnh bên trong con tàu Coromandel bị lật sau vụ va chạm.

Cơ quan quản lý đường sắt Ấn Độ đã cho biết, lúc địa điểm xảy ra vụ tai nạn thì hệ thống chống va chạm vẫn chưa được triển khai trên đường ray. Mặc dù đã được cảnh báo đến hai lần trong sáu tháng trước về khả nẳng xảy ra tai nạn do hệ thống tín hiệu và những thiếu sót có thể gây trật bánh. Vào ngày 4 tháng 6, bộ trưởng Bộ Đường sắt Ấn Độ là ông Ashwini Vaishnaw đã thông báo xác định được nguyên nhân gốc rễ của vụ tai nạn. Nguyên nhân được xác định là do "sự thay đổi trong hệ thống khoá liên động", một lỗi trong tín hiệu điện tử đã góp phần gây ra vụ tai nạn. Thành viên của Hội đồng Đường sắt, Jaya Varma đã khẳng định hệ thống khóa liên động điện tử "không an toàn" chỉ trong 99,9% trường hợp. Nhưng trường hợp mà con tàu xảy ra tình huống nghiêm trọng này là rất hiếm gặp, suy ra, bà kết luận có thể là do đứt dây trong quá trình đào hoặc một số các loại đoản mạch.
Tuy nhiên, việc yêu cầu một cuộc điều tra của CBI về vấn đề này là hoàn toàn sai lệch so với các thủ tục và thông lệ đã được thiết lập từ trước đó. Bộ trưởng Bộ Đường sắt lại đi tuyên bố sai sự thật về Ủy ban An toàn Đường sắt (CRS) "đã điều tra ra vấn đề". Một cựu thành viên của Hội đồng Đường sắt đã đặt câu hỏi về tuyên bố của chính phủ về nguyên nhân được xác định. Họ cũng cho biết các nhân viên của CRS có nhiêuf năng lực hơn trong vấn đề về an toàn đường sắt so với CBI. Suy ra CBI chỉ có thể xác định được nguyên nhân, trong khi cuộc điều tra của CRS cũng đã phát hiện ra các vấn đề về hệ thống, cung cấp và đánh giá toàn diện về tình hình an toàn và các phương pháp mà Bộ Đường sắt có thể cải thiện.

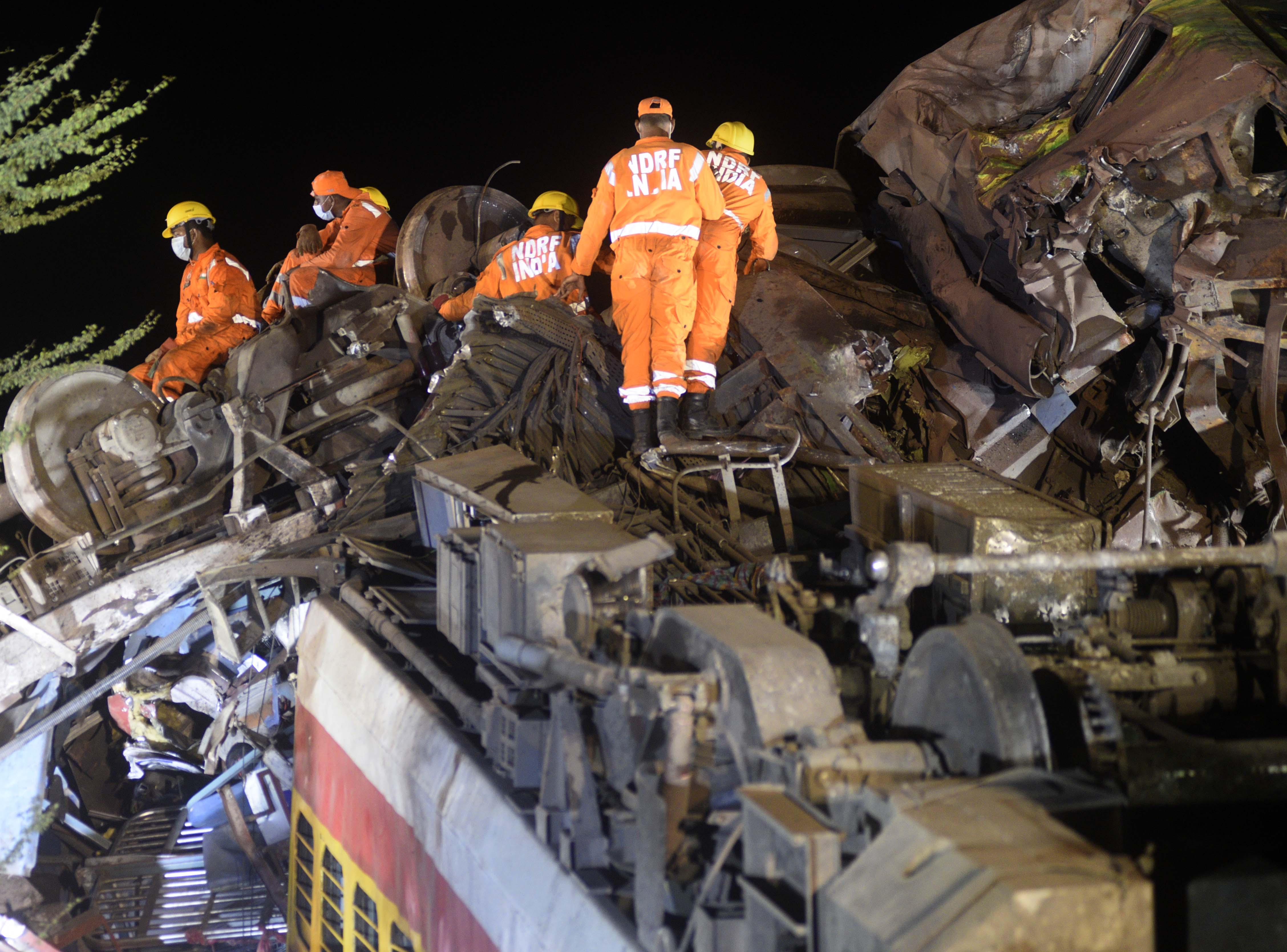
Các thành viên của Lực lượng NRDF tại hiện trường vào ngày 3 tháng 6.

Vaishnaw cũng đã khẳng định lại rằng, con tàu Coromandel Express đã đi vào đường vòng, bất chấp tín hiệu hướng dẫn tàu phải đi về phía đường chính. Suy ra, ông cho rằng, có thể ai đó đã chuyển điểm đến nhằm di chuyển tàu về phía đường chính để gây ra tai nạn. Nhưng giả thuyết này lại gây ra một số mâu thuẫn. Một thanh tra tín hiệu trong Bộ Đường sắt đã đánh giá giả thuyết này là "cực kỳ khó để xảy ra" do khi đó còn rất ít thời gian để có thể lập kế hoạch và thực hiện một cách phức tạp như thế này. Thông thường, trưởng ga tại nhà ga Bahanaga Bazar (gần địa điểm xảy ra tai nạn) phải đảm bảo được điểm được đặt đúng hướng sau khi nhận được tín hiệu cho biết con tàu đã đi qua nhà ga. Khi công tắc được đặt thì sẽ không thể thay đổi trong thời gian ít nhất hai phút. Con tàu đang di chuyển với tốc độ 128 km/h trước khi xảy ra tai nạn và khoảng cách giữa nhà ga trước đó (nhà ga Panpana) và ga Bahanaga Bazar là 5 km. Với tốc độ đó, con tàu sẽ phải mất 141 giây (2 phút 21 giây) để đến kịp nhà ga Bahanaga Bazar, nếu trong trường hợp có người cố tình lùi điểm thì thời gian sẽ chỉ còn dưới 20 giây. Vì vậy, việc chuyển điểm có chủ ý phải cần có sự thông đồng với người điều khiển trạm.

## Hậu quả

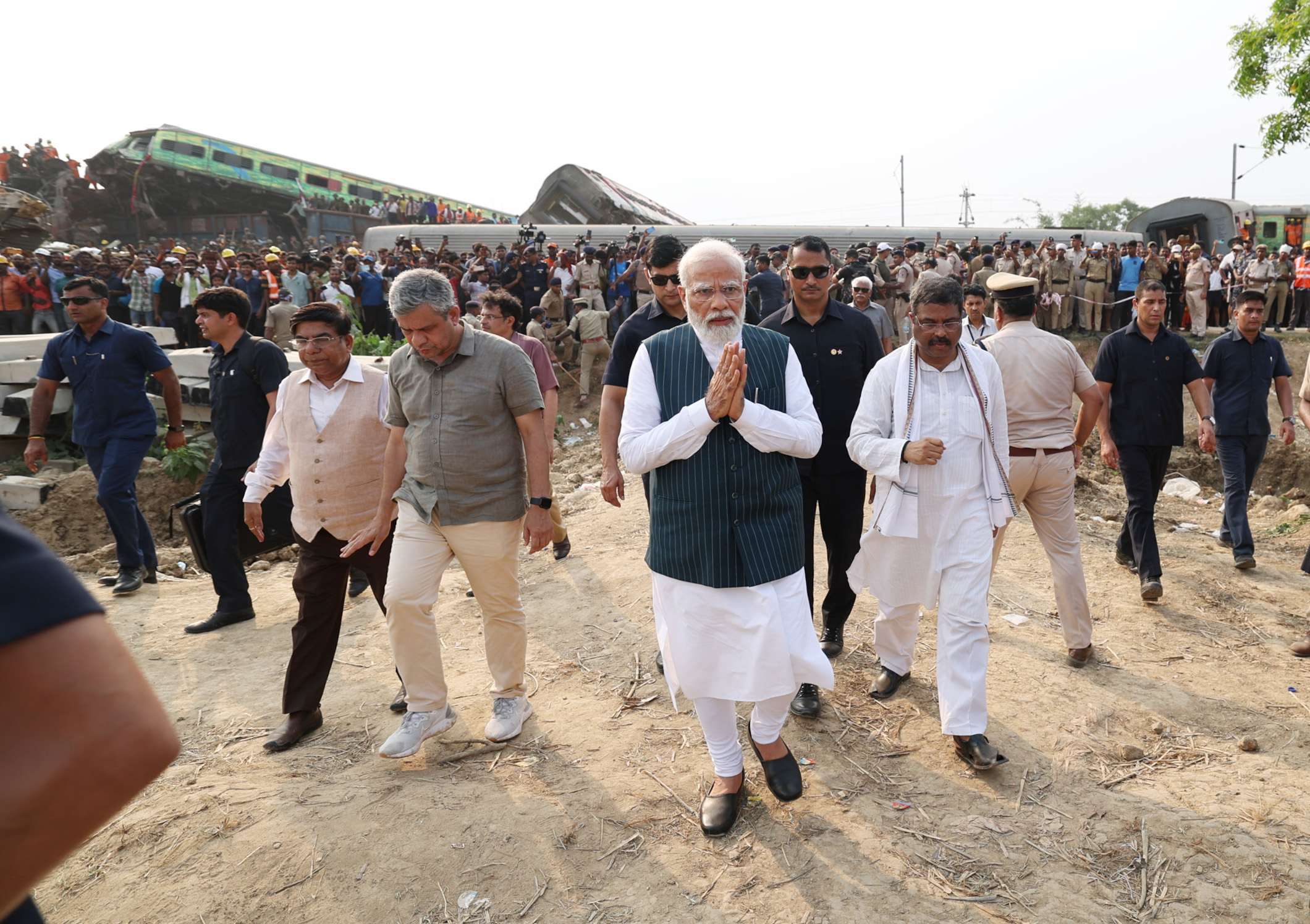
Thủ tướng Narendra Modi viếng thăm hiện trường vụ tai nạn vào ngày 3 tháng 6

Sau khi vụ tai nạn xảy ra, cơ quan đường sắt đã công bố sẽ bồi thường lại 10 vạn rupee cho mỗi gia đình nạn nhân, 2 vạn rupee cho những người bị thương nặng và 50,000 rupee cho những người bị thương nhẹ. Ngoài ra, khoản phí đền bù ex gratia trị giá 2 vạn rupee từ quỹ PMNRF sẽ được trao cho những gia đình có nạn nhân thiệt mạng và 50.000 rupee cho những người bị thương. Thủ hiến bang Tây Bengal là bà Mamata Banerjee đã công bố sẽ bồi thường 5 vạn rupee  cho các gia đình có nạn nhân là người Tây Bengal thiệt mạng, 1 vạn rupee  đến những người bị thương nặng và 50,000 rupee cho những người bị thương nhẹ. Thủ hiến bang Tamil Nadu là ông M.K.Stalin cũng đã tuyên bố sẽ bồi thường 5 vạn rupee cho thân nhân của những người thiệt mạng.
Theo báo cáo từ đài NDTV, đã có hơn 48 chuyến tàu cùng tuyến phải hủy khởi hành, 39 chuyến đã phải thay đổi lịch trình, và 10 chuyến tàu đã phải bị chấm dứt trong một khoảng thời gian ngắn sau vụ tai nạn. Tờ Hindustan Times cũng đã báo cáo có hơn 150 chuyến tàu khác bị ảnh hưởng từ vụ tai nạn. Chuyến tàu đầu tiên của con tàu Mumbai CSMT–Madgaon Vande Bharat Express dự kiến sẽ khởi hành vào ngày 3 tháng 6 cũng đã bị hủy bỏ. Bộ trưởng ngành Đường sắt Ấn Độ Ashwini Vaishnaw đã đến vụ tai nạn cùng với Thủ tướng Modi và gắn cờ chuyến tàu. Bộ Hàng không đã chỉ đạo các hãng hàng không đảm bảo giá vé máy bay tăng đột biến do nhu cầu đi lại tăng.

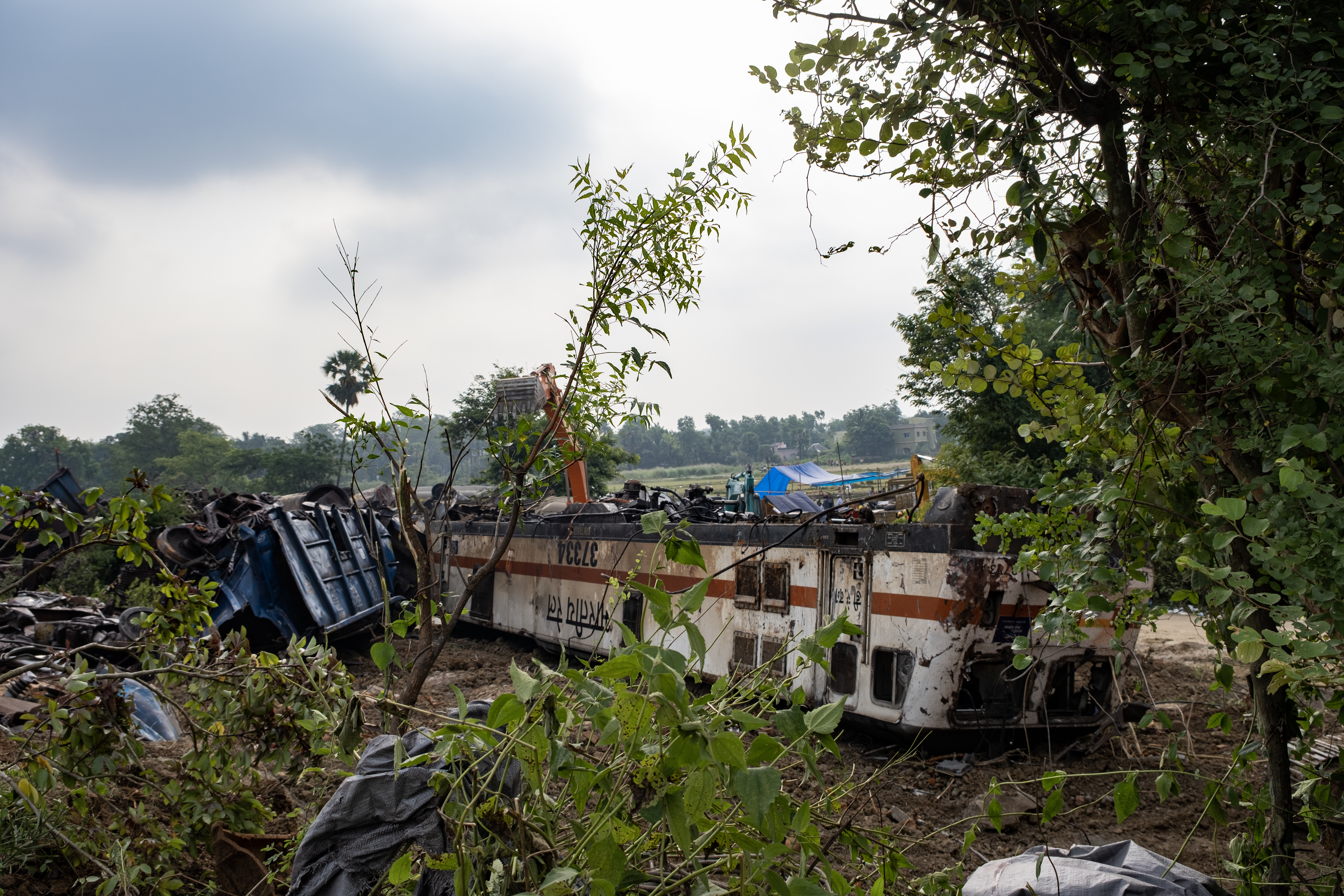
Xác của con tàu Coromondel Express.

Con tàu SMVT Bengaluru – Howrah và một con tàu đặc biệt đã đến ga Howrah vào ngày 3 tháng 6 với 643 hành khách. Việc chuẩn bị các nhu cầu y tế của hành khách tại nhà ga cũng đã được thực hiện. Những người bị thương nặng được nhập viện ở một bệnh viện tại Balasore. Văn phòng Giao thông Vận tải cũng đã chuẩn bị những chiếc xe buýt đặc biệt để đưa hành khách về nhà. Một con tàu đặc biệt khác đã được khởi hành từ nhà ga Bhadrak đến Chennai với 195 hành khách đã được giải cứu. Theo một số quan chức, con tàu dự kiến sẽ đón những hành khách của con tàu Coromandel Express tại nhiều nhà ga trên đường.
Vào ngày 3 tháng 6, một chiếc xe buýt chở những hành khách bị thương từ nơi xảy ra tai nạn đến các cơ sở y tế ở Tây Bengal đã gặp phải một vụ tai nạn khác ở Medinipur. Một số hành khách đã bị thương nhẹ sau vụ tai nạn. Trên các trang mạng xã hội, một loạt tin giả đã tuyên bố sai sự thật về việc những Người Hồi giáo là những kẻ gây ra vụ tai nạn. Tuy nhiên, những thông tin này sau đó đã bị bác bỏ ngay lập tức. Sau hơn 51 giờ phục hồi, các dịch vụ chở khách trên đường ray đã bắt đầu hoạt động trở lại vào ngày 5 tháng 6.

## Phản ứng

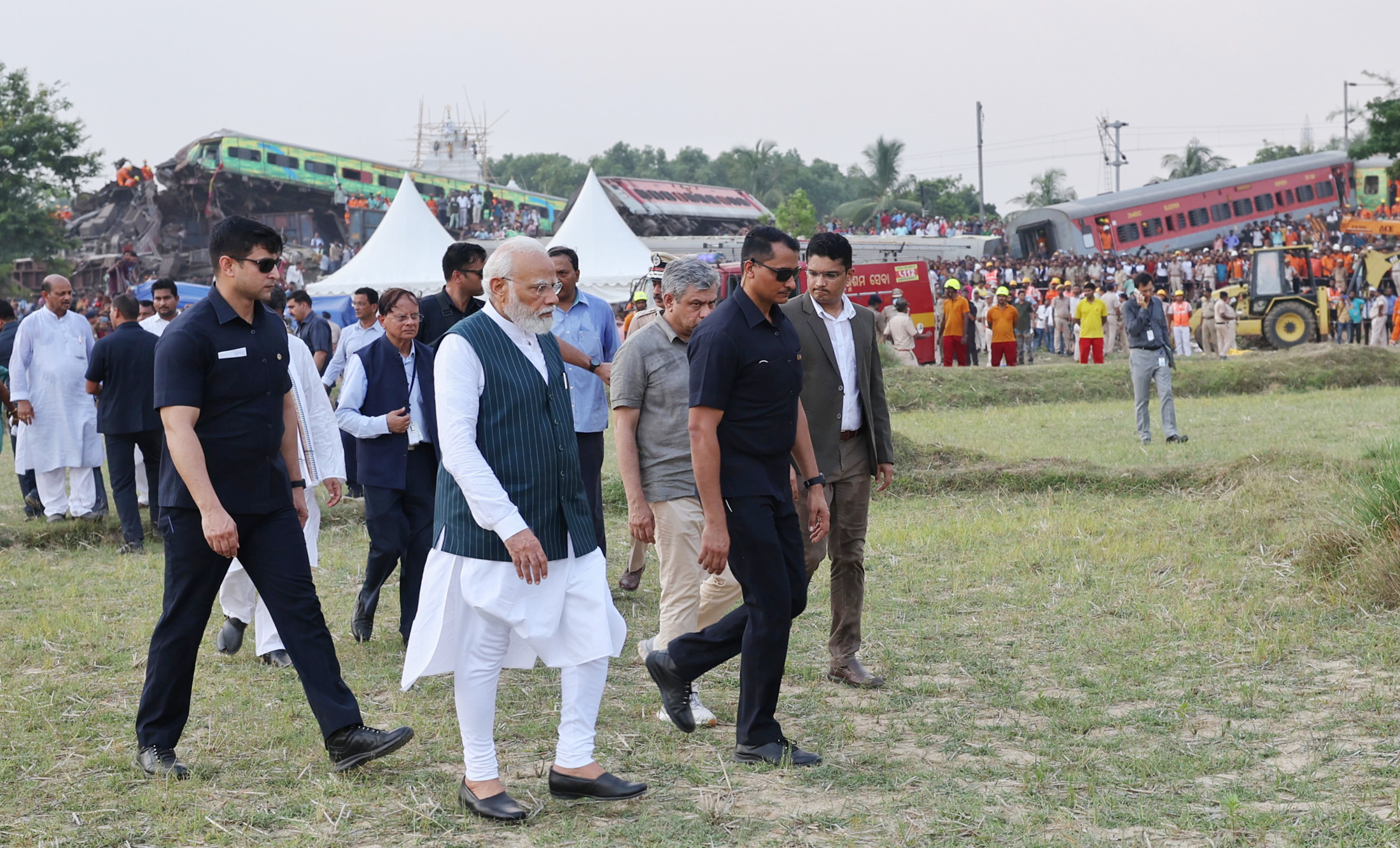
Thủ tướng Narendra Modi tại hiện trường vụ tai nạn

Thủ tướng Narendra Modi đã bày tỏ lời chia buồn và bày tỏ suy nghĩ tới những gia đình đang đau khổ. Bộ trưởng Bộ Nội vụ Amit Shah đã mô tả sự việc là "vô cùng đau buồn". Bộ trưởng Odisha là ông Naveen Patnaik và Bộ trưởng Tây Bengal là ông Mamta Banerjee đã bày tỏ mối quan ngại sâu sắc sau thảm họa. Đạt-lai Lạt-ma thứ 14, ông Tenzin Gyatso đã bày tỏ lời chia buồn và bày tỏ lòng kính trọng đối với những nạn nhân đã thiệt mạng. Thủ tướng Pakistan Shehbaz Sharif đã bày tỏ lời chia buồn và bày tỏ nỗi đau trước sự mất mát của hàng trăm sinh mạng. Bộ trưởng Ngoại giao Pakistan Bilawal Bhutto Zardari cũng đã bày tỏ lời chia buồn. Nhiều nhà lãnh đạo từ các quốc gia láng giềng của Ấn Độ và trên toàn thế giới đã bày tỏ lời chia buồn về vụ tai nạn và mở rộng hỗ trợ cho Ấn Độ.
Các đảng đối lập, bao gồm Đảng Quốc Đại Ấn Độ, Đảng Đại Trinamool, Đảng Cộng sản Ấn Độ (Marxist) và Đảng Cộng sản Ấn Độ đã yêu cầu ông Vaishnaw từ chức sau hậu quả của vụ tai nạn. Đáp lại yêu cầu, ông Vaishnaw đã tuyên bố rằng, hội đồng quản trị đường sắt và ông đã đề nghị cho cơ quan CBI điều tra kỹ hơn về vụ tai nạn.
Chủ tịch Ủy ban Quốc hội Ấn Độ, Mallikarjun Kharge đã đề cập đến một lá thư từ tháng 2, sau khi đọc bức thư thì ông đặt câu hỏi cho Bộ Đường sắt Ấn Độ về việc họ có giám sát bất kỳ vấn đề quan trọng nên cảnh báo không. Cựu Bộ trưởng Bộ Đường sắt đã chỉ trích chính phủ vì đã không triển khai Kavach. Ông đã khẳng định Thủ tướng Modi và Bộ trưởng Bộ Đường sắt đương nhiệm Vaishnaw dường như đang miễn cưỡng để thừa nhận sự tồn tại của vấn đề này.
Vào ngày 4 tháng 6, YouTuber người Ấn Độ CarryMinati đã tổ chức một buổi phát sóng trực tiếp kéo dài bốn tiếng trên kênh YouTube mang tên CarryisLive của anh. Trong buổi phát sóng, anh đã chơi game và trò chuyện cùng với khán giả để tổ chức một hoạt động từ thiện nhằm hỗ trợ cho các nạn nhân trong vụ tai nạn. Với số khán giả đã quyên góp vào buổi phát sóng đã tạo ra số tiền lên đến 11 vạn rupee, với mỗi đóng góp cá nhân sẽ là 1,5 vạn rupee. Tất cả số tiền đã được quyên góp cho quỹ cứu trợ của Chính phủ Odisha.
Thủ hiến của bang Odisha, ông Naveen Patnaik đã tuyên bố quốc tang một ngày cho vụ tai nạn.